# MGO Rodovias
MGO Rodovias S.A. est une société brésilienne basée à São Paulo, concessionnaire du tronçon de l'autoroute BR-050 GO/MG de 436,6 km entre la jonction avec la BR-040 à Cristalina (État du Goiás), jusqu'à la frontière du Minas Gerais avec l'État de São Paulo, dans la commune de Delta (MG), à la suite de l'appel d'offres lancé par le gouvernement local en 2012, en devançant tous ses concurrents, les majors des concessions autoroutières du pays : CCR, EcoRodovias, Arteris, Triunfo, Odebrecht et Queiroz Galvão. 
La société est créée par le consortium Planalto, composé des entreprises Senpar, Construtora Estrutural, Construtora Kamilos, Ellenco Participações, Engenharia e Comércio Bandeirantes, Greca Distribuidora de Asfaltos, Maqterra Transportes e Terraplenagem, TCL Tecnologia et Rio Novo Engenharia e Construções.
Le 1er février 2018, EcoRodovias rachète l'entreprise et sa concession de l'autoroute BR-050 de 436 kilomètres entre Goiás et Minas Gerais pour 189 millions de dollars et renomme la société Eco050.